# Sealitu Mauga
Sealitu Mauga (ur. 17 sierpnia 1998) – zapaśnik z Samoa Amerykańskiego walczący w obu stylach. Brązowy medalista mistrzostw Oceanii w 2016.